# الثقافة (شارع)

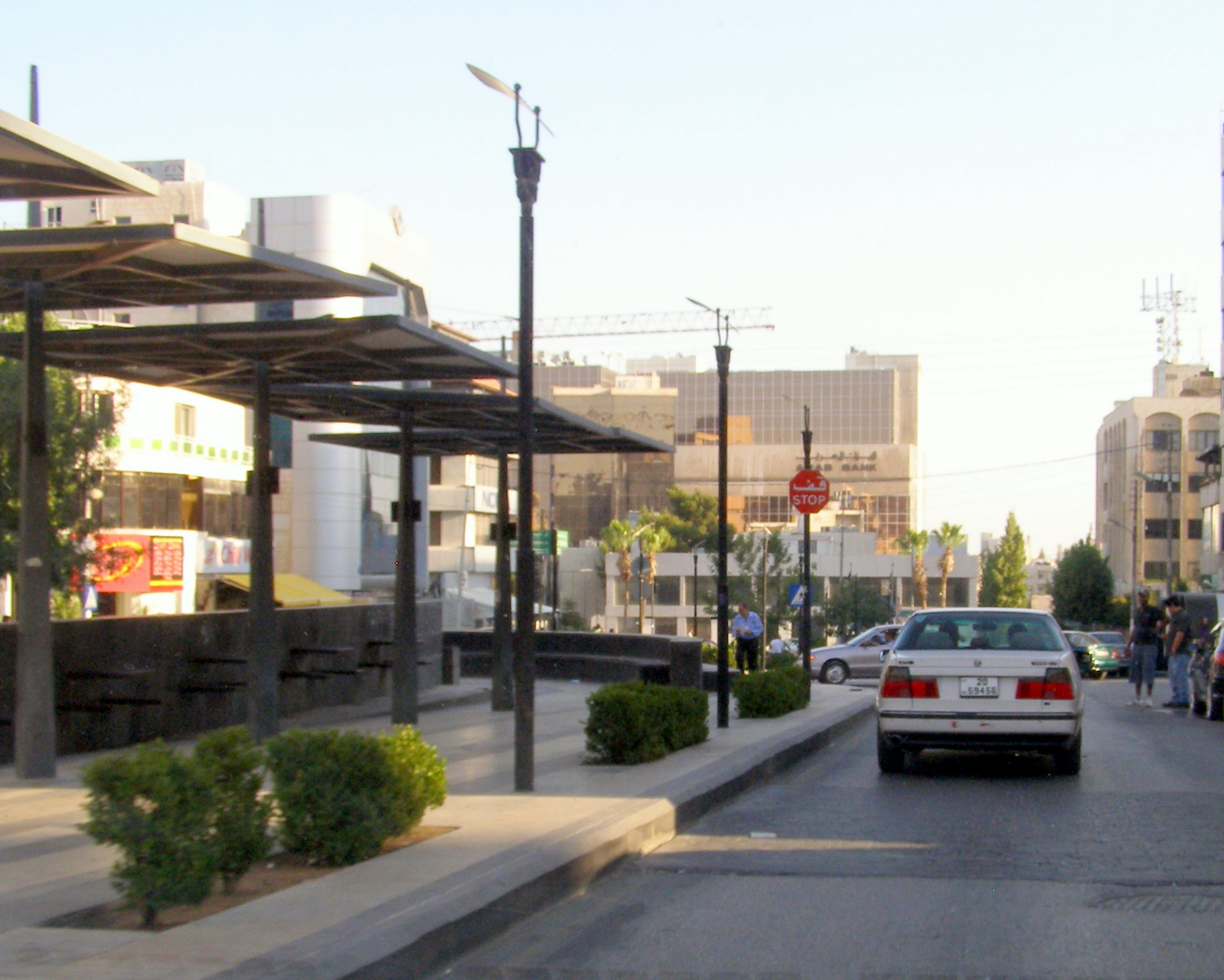
شارع الثقافة

شارع الثقافة أحد الشوارع المخصصة للمشاة في العاصمة الأردنية عمّان، جاء تأسيسه نتيجة لاختيار عمان عاصمة للثقافة العربية عام 2002. يقع الشارع في منطقة الشميساني وسط العاصمة عمان. يحوي على مقاهي ومطاعم ومراكز إنترنت كثيرة. اسمه الرسمي (شارع 11 آب). يتسم باكتظاظه بالسياح والمغتربين وخاصة بالصيف.
يقع شارع الثقافة في منطقة نشطة سياحيا وتجاريا، فيقع بالقرب منه حدائق الملك عبد الله ومجمع بنك الأردن وفندق كمبنسكي ومركز الأميرة هيا الثقافي والشميساني مول وCtown...
تقام في هذا الشارع ليلا نشاطات فنية رائعة وخاصة خلال مهرجان صيف عمان. كذلك يعتبر من الأماكن الممتعة أثناء شهر رمضان الكريم.